# Хронологија радничког покрета и КПЈ 1923.
| претходна целина: ◄ до 1919. |                              |
| Хронологија радничког покрета и Комунистичке партије Југославије од 1919. до 1929. године 1919. 1920. 1921. 1922. 1923. 1924. 1925. 1926. 1927. 1928. 1929. | следећа целина: 1930—1939. ► |

Хронолошки преглед важнијих догађаја везаних за Раднички покрет Југославије и Комунистичку партију Југославије (КПЈ), као и општа политичка дешавања која су се догодила у Краљевини Срба, Хрвата и Словенаца током 1923. године.
| Јануар Фебруар Март Април Мај Јун Јул Август Септембар Октобар Новембар Децембар |

## 1923. година

### Календар
|            |            |            |            |            |            |            |  |             |             |             |             |             |             |             |  |               |               |               |               |               |               |               |  |             |             |             |             |             |             |             |  |              |              |              |              |              |              |              |  |              |              |              |              |              |              |              |
| Јануар ’23 | Јануар ’23 | Јануар ’23 | Јануар ’23 | Јануар ’23 | Јануар ’23 | Јануар ’23 |  | Фебруар ’23 | Фебруар ’23 | Фебруар ’23 | Фебруар ’23 | Фебруар ’23 | Фебруар ’23 | Фебруар ’23 |  | Март ’23      | Март ’23      | Март ’23      | Март ’23      | Март ’23      | Март ’23      | Март ’23      |  | Април ’23   | Април ’23   | Април ’23   | Април ’23   | Април ’23   | Април ’23   | Април ’23   |  | Мај ’23      | Мај ’23      | Мај ’23      | Мај ’23      | Мај ’23      | Мај ’23      | Мај ’23      |  | Јун ’23      | Јун ’23      | Јун ’23      | Јун ’23      | Јун ’23      | Јун ’23      | Јун ’23      |
| П          | У          | С          | Ч          | П          | С          | Н          |  | П           | У           | С           | Ч           | П           | С           | Н           |  | П             | У             | С             | Ч             | П             | С             | Н             |  | П           | У           | С           | Ч           | П           | С           | Н           |  | П            | У            | С            | Ч            | П            | С            | Н            |  | П            | У            | С            | Ч            | П            | С            | Н            |
| 1          | 2          | 3          | 4          | 5          | 6          | 7          |  |             |             |             | 1           | 2           | 3           | 4           |  |               |               |               | 1             | 2             | 3             | 4             |  |             |             |             |             |             |             | 1           |  |              | 1            | 2            | 3            | 4            | 5            | 6            |  |              |              |              |              | 1            | 2            | 3            |
| 8          | 9          | 10         | 11         | 12         | 13         | 14         |  | 5           | 6           | 7           | 8           | 9           | 10          | 11          |  | 5             | 6             | 7             | 8             | 9             | 10            | 11            |  | 2           | 3           | 4           | 5           | 6           | 7           | 8           |  | 7            | 8            | 9            | 10           | 11           | 12           | 13           |  | 4            | 5            | 6            | 7            | 8            | 9            | 10           |
| 15         | 16         | 17         | 18         | 19         | 20         | 21         |  | 12          | 13          | 14          | 15          | 16          | 17          | 18          |  | 12            | 13            | 14            | 15            | 16            | 17            | 18            |  | 9           | 10          | 11          | 12          | 13          | 14          | 15          |  | 14           | 15           | 16           | 17           | 18           | 19           | 20           |  | 11           | 12           | 13           | 14           | 15           | 16           | 17           |
| 22         | 23         | 24         | 25         | 26         | 27         | 28         |  | 19          | 20          | 21          | 22          | 23          | 24          | 25          |  | 19            | 20            | 21            | 22            | 23            | 24            | 25            |  | 16          | 17          | 18          | 19          | 20          | 21          | 22          |  | 21           | 22           | 23           | 24           | 25           | 26           | 27           |  | 18           | 19           | 20           | 21           | 22           | 23           | 24           |
| 29         | 30         | 31         |            |            |            |            |  | 26          | 27          | 28          |             |             |             |             |  | 26            | 27            | 28            | 29            | 30            | 31            |               |  | 23          | 24          | 25          | 26          | 27          | 28          | 29          |  | 28           | 29           | 30           | 31           |              |              |              |  | 25           | 26           | 27           | 28           | 29           | 30           |              |
|            |            |            |            |            |            |            |  |             |             |             |             |             |             |             |  |               |               |               |               |               |               |               |  | 30          |             |             |             |             |             |             |  |              |              |              |              |              |              |              |  |              |              |              |              |              |              |              |
|            |            |            |            |            |            |            |  |             |             |             |             |             |             |             |  |               |               |               |               |               |               |               |  |             |             |             |             |             |             |             |  |              |              |              |              |              |              |              |  |              |              |              |              |              |              |              |
| Јул ’23    | Јул ’23    | Јул ’23    | Јул ’23    | Јул ’23    | Јул ’23    | Јул ’23    |  | Август ’23  | Август ’23  | Август ’23  | Август ’23  | Август ’23  | Август ’23  | Август ’23  |  | Септембар ’23 | Септембар ’23 | Септембар ’23 | Септембар ’23 | Септембар ’23 | Септембар ’23 | Септембар ’23 |  | Октобар ’23 | Октобар ’23 | Октобар ’23 | Октобар ’23 | Октобар ’23 | Октобар ’23 | Октобар ’23 |  | Новембар ’23 | Новембар ’23 | Новембар ’23 | Новембар ’23 | Новембар ’23 | Новембар ’23 | Новембар ’23 |  | Децембар ’23 | Децембар ’23 | Децембар ’23 | Децембар ’23 | Децембар ’23 | Децембар ’23 | Децембар ’23 |
| П          | У          | С          | Ч          | П          | С          | Н          |  | П           | У           | С           | Ч           | П           | С           | Н           |  | П             | У             | С             | Ч             | П             | С             | Н             |  | П           | У           | С           | Ч           | П           | С           | Н           |  | П            | У            | С            | Ч            | П            | С            | Н            |  | П            | У            | С            | Ч            | П            | С            | Н            |
|            |            |            |            |            |            | 1          |  |             |             | 1           | 2           | 3           | 4           | 5           |  |               |               |               |               |               | 1             | 2             |  | 1           | 2           | 3           | 4           | 5           | 6           | 7           |  |              |              |              | 1            | 2            | 3            | 4            |  |              |              |              |              |              | 1            | 2            |
| 2          | 3          | 4          | 5          | 6          | 7          | 8          |  | 6           | 7           | 8           | 9           | 10          | 11          | 12          |  | 3             | 4             | 5             | 6             | 7             | 8             | 9             |  | 8           | 9           | 10          | 11          | 12          | 13          | 14          |  | 5            | 6            | 7            | 8            | 9            | 10           | 11           |  | 3            | 4            | 5            | 6            | 7            | 8            | 9            |
| 9          | 10         | 11         | 12         | 13         | 14         | 15         |  | 13          | 14          | 15          | 16          | 17          | 18          | 19          |  | 10            | 11            | 12            | 13            | 14            | 15            | 16            |  | 15          | 16          | 17          | 18          | 19          | 20          | 21          |  | 12           | 13           | 14           | 15           | 16           | 17           | 18           |  | 10           | 11           | 12           | 13           | 14           | 15           | 16           |
| 16         | 17         | 18         | 19         | 20         | 21         | 22         |  | 20          | 21          | 22          | 23          | 24          | 25          | 26          |  | 17            | 18            | 19            | 20            | 21            | 22            | 23            |  | 22          | 23          | 24          | 25          | 26          | 27          | 28          |  | 19           | 20           | 21           | 22           | 23           | 24           | 25           |  | 17           | 18           | 19           | 20           | 21           | 22           | 23           |
| 23         | 24         | 25         | 26         | 27         | 28         | 29         |  | 27          | 28          | 29          | 30          | 31          |             |             |  | 24            | 25            | 26            | 27            | 28            | 29            | 30            |  | 29          | 30          | 31          |             |             |             |             |  | 26           | 27           | 28           | 29           | 30           |              |              |  | 24           | 25           | 26           | 27           | 28           | 29           | 30           |
| 30         | 31         |            |            |            |            |            |  |             |             |             |             |             |             |             |  |               |               |               |               |               |               |               |  |             |             |             |             |             |             |             |  |              |              |              |              |              |              |              |  | 31           |              |              |              |              |              |              |
|            |            |            |            |            |            |            |  |             |             |             |             |             |             |             |  |               |               |               |               |               |               |               |  |             |             |             |             |             |             |             |  |              |              |              |              |              |              |              |  |              |              |              |              |              |              |              |

## Догађаји
| Јануар Фебруар Март Април Мај Јун Јул Август Септембар Октобар Новембар Децембар |

### Јануар

#### 2. јануар
- У Београду, у хотелу „Славија“ одржан протестни раднички скуп на ком је изражена подршка штрајку радника Фабрике вагона у Славонском Броду (они су били у штрајку од 18. децембра 1922. године).[1]

#### почетак јануара
- У Сарајеву одржана конференција комуниста на којој су изабрани делегати за предстојећу Оснивачку конференцију НРПЈ. Полиција је због учешћа на овој конференцији ухапсила Ђуру Ђаковића, Данила Поњарца, Ивана Антића и још седам лица. Сви они су изведени пред суд и осуђени на по 10 до 20 дана затвора.[2]

#### 6. јануар
- У Београду почео да излази лист на мађарском језику „Организовани радник” (мађ. Szervezett Munkása), намењен радницима мађарске националности. У листу су сарађивали и мађарски комунисти, који су после пада Мађарске Совјетске Републике, избегли у Југославију. Због недостатка средстава престао је да излази већ у јуну. Поново је покренут у јуну 1925. године, а у септембру исте године је премештен у Суботицу. Забрањен је 13. јануара 1929. године, после увођења шестојануарске диктатуре.[2]

#### 11. јануар
- Београдска полиција саопштила Акционом одбору да забрањује одржавање Оснивачке седнице Независне радничке партије Југославије.

#### 13. јануар
- У Београду, 13. и 14. јануара, упркос забрани полиције, одржана Оснивачка конференција Независне радничке партије Југославије (НРПЈ), којој је присуствовало 74 делегата. НРПЈ је формирана на основу одлуке Централног партијског већа КПЈ, а у складу са одлукама донетим на Првој земаљској конференцији КПЈ (одржаној у јулу 1922. године). На конференцији је усвојен Статут и Програм партије (истоветни Статуту и Програму КПЈ донетим на Вуковарском конгресу, само мало измењени) и изабрано Земаљско партијско веће. Ова партија представљала је легални облик рада илегалне КПЈ и изашла је на предстојеће парламентарне изборе (одржани у марту), али није успела да уђе у парламент. И поред свих напора руководства илегалне КПЈ, ова партија није успела да постане масовна радничка партије. Крајем године имала је свега око 3.500 чланова. Партија је постојала до јула 1924. године, када је забрањена.[3][2]

#### 21. јануар
- У Љубљани формирана Социјалистичка странка радног народа Словеније (словен. Socialistična stranka delovnega ljudstva Slovenije — SSDL), који су формирали су словеначки комунисти и љубљанска фракција Социјалистичке партије Југославије, окупљена око листа „Зарја“. У ову странку ушао је комплетни Покрајински комитет КПЈ за Словенију, предвођен секретаром Ловром Клеменчичем и Владиславом Фабијанчичем. Они су у ово „уједињење“ ушли својевољно што је изазвало негодовање ЦВП КПЈ, дела словеначких комуниста и посебно СКОЈ-а у Словенији и због чега су били искључени из КПЈ. На парламентарним изборима (одржани у марту), партија је у љубљанском изборном округу освојила мање од 2.000 гласова, док је у мариборском изборном округу (где је била у коалицији са мариборским социјалистима) освојила преко 6.000 гласова, али није освојила ни једно посланичко место. Комунисти, који су имали већину у партији, су на Конференцији одржаној 15. априла, одлучили да партија приступи НРПЈ, чиме је ова странка престала да постоји.[2]

#### 27. јануар
- У Београду, од 27. до 29. јануара, одржана Прва земаљска конференција Независних синдиката Југославије којој је присуствовало 114 делегата. На почетку конференције је поднет извештај о збивањима у синдикалном покрету од доношења „Обзнане“ до краја 1922. године. Потом је усвојен Статут, којим је промењен назив синдикалне организације из Међусавезни синдикални одбор Југославије (МСОЈ) у Централни раднички синдикални одбор Југославије (ЦРСОЈ). Ново име је требало да подсећа и да истакне континуитет са старим синдикатом — Централним радничким синдикалним већем Југославије (ЦРСВЈ), који је био укинут 1920. године, доношењем „Обзнане“.[4]

| Јануар Фебруар Март Април Мај Јун Јул Август Септембар Октобар Новембар Децембар |

### Фебруар

#### 11. фебруар
- У Загребу полиција забранила одржавање Оснивачка конференција НРПЈ за Хрватску, која је била заказана за одржавање у дворани биоскопа „Метропол“. У знак протеста испред зграде биоскопа се окупило око 1.000 људи, углавном радника, који су кренули на Јелачићев трг. По доласку на трг, они су демонстрирали и дошли у сукоб са полицијом.[4]

#### 18. фебруар
- У Сплиту, у дворани биоскопа „Чулић“ одржана Оснивачка конференција НРПЈ за Далмацију. Ова конференција, била је првобитно заказана за 11. фебруар, када и конференција у Загребу, али је била забрањена.[4]

#### у току фебруара
- У Подгорици, у кафани „Русија“ одржана Обласна конференција НРПЈ за Црну Гору и Боку Которску. На конференцији је изабрано обласно руководство НРПЈ на челу са Адолфом Муком, а за носиоца листе НРПЈ у Црној Гори на парламентарним изборима изабран је Јован Томашевић. После конференције основане су месне организације НРПЈ у Боки Которској, Цетињу, Подгорици, Даниловграду, Никшићу, Улцињу, Грахову, Ријеци Црнојевића и др.[4]
- Основане су месне организације НРПЈ у Горњем Милановцу, Младеновцу, Лазаревцу, Алексинцу, Шапцу, Краљеву, Ужичкој Пожеги, Крагујевцу, Неготину, Ваљеву, Јагодини, Чачку, Крагујевцу, Неготину, Нишу, Обреновцу, Ариљу и др.[4]

### Март

#### 18. март
- Парламентарни избори за Народну скупштину Краљевине СХС Одражни избори за Народну скупштину Краљевине Срба, Хрвата и Словенаца. На изборима је од 2.972.907 бирача гласало 2.177.051 тј 73,7%. Највећи број гласова освојила је Народна радикална странка — 108 мандата; резултат преосталих парламентарних старна био је следећи: Хрватска републиканска сељачка странка - 70 мандата, Југословенска демократска странка — 51 мандата, Словенска људска странка и Хрватска народна странка — 21 мандат, Југословенска муслиманска организација — 19 мандата, Народна турска организација „Џемијет“ — 14 мандата, Савез земљорадника — 9 мандата, Немачка странка — 8 мандата и остале партије — 12 мандата. На изборима је учествовала и Независна радничка партија Југославије (НРПЈ), која је због јаког притска режима и унутрашњих несугласица, освојила свега 24.321 гласова и није ушла у парламент.[5]

#### 27. март
- Грб Краљевине Срба, Хрвата и Словенаца Формирана нова Влада Краљевине СХС на чијем је челу био Никола Пашић, председник Народне радикалне странке (ова Влада постојала је са неколико реконструкција до 27. марта 1924. када је формирана нова Влада Николе Пашића).
- У Београду, од туберкулозе умро др Живко Јовановић (1888—1923), правник, истакнути теоретичар КПЈ и бивши народни посланик.[5]

#### 28. март
- У Хрватском загорју отпочео штрајк око 1.500 рудара, који су радили у рудницима — Иванец, Голубовец, Марушевац, Белетинец, Иваново Поље и Лепавина. Штрајк је организовао и предводио Опћи раднички савез Хрватске и Славоније, који је касније закључио штрајк, неводећи довољно рачуна о радничким интересима. У току штрајка у њега се умешао и Хрватски раднички савез.[5]

| Јануар Фебруар Март Април Мај Јун Јул Август Септембар Октобар Новембар Децембар |

### Април

#### 8. април
- У Београду, од 8. до 10. априла, одржана Земаљска конференција металских радника, чланова Независних синдиката. Ова конференција, био је први скуп металаца после доношења „Обзнане“ и имала је значај конгреса. На конференцији је промењено име организације у Савез радника металске индустрије и обрта Југославије (СРМИОЈ). У време одржавања конференције организација је имала 2.189 чланова распоређених у 28 одбора у Србији, Македонији, Војводини, Босни и Херцеговини и Хрватској.[5]

#### 15. април
- У Љубљани одржана Конференција Социјалистичке странке радног народа Словеније, на којој је учествовало 77 делегата. На конференцији је већином делегата-комуниста одлучено да се странка припоји НРПЈ, као и да се покрене лист „Глас слободе“.

#### 21. април
- У Љубљани почео да излази лист „Глас слободе“ (словен. Glas svobode), који је био гласило НРПЈ за Словенију. Уредник листа је био Антон Шуштаршич, а излазио је све до 30. маја 1924. године.[6]

#### 22. април
- У Београду, у кафани „Петровград“ одржан велики протестни збор пролетеријата, на коме је говорено о економској кризи, политичкој ситуацији и положају радничке класе. Усвојена је резолуција против незапослености, прогона и насиља полиције над независним синдикатима у Славонском Броду, Осијеку, Карловцу и Земуну. До краја априла слични зборови су били одржани у Крагујевцу, Ваљеву, Аранђеловцу, Шапцу, Чачку, Бајиној Башти, Ивањици и Обреновцу.[6]

#### у току априла
- У Љубљани формиране илегалне Пролетерске акционе чете, које су биле организоване у циљу борбе против националистичке организације „ОРЈУНЕ“. Организатор ових чета је било руководство КПЈ у Словенији, њихова врховна команда се налазила у Љубљани, а врховни командант и организатор је био Фрањо Вулч. Поред Љубљане и околине, овакве чете су биле организоване у Загорју, Трбовљу и Јесеницама. Њени чланови, били су наоружани револверима и чували су стражу око радничких домова и насеља, сукобљавајући се са орјунашима (један од познатијих сукоба пролетерских чета и орјунаша догодио се 1. јуна 1924. године у Трбовљу).[6]

### Мај

#### 1. мај
- Широм Југославије, уз забрану власти прослављен 1. мај — Празник рада. У Београду је првомајска прослава изведена у Кошутњаку уз учешће око 5.000 радника, на којој су говорили предстваници НРПЈ, СРОЈ-а и Независних синдиката. У Загреб је првомајска прослава одржана максимирској шуми, где је одржана скупштина. У повратку у град радници су били закићени црвеним каранфилима и носили су црвене заставе. У Драшковићевој улици их је чекала војска, а посел сукоба са њом, колона радника је успела да се пробије до Јелачићевог трга, где су настављене демонстрације. У Љубљани је на иницијативу Независних синдиката одржан скуп свих струковних организација, а поподне је одржана радничка забава под Рожником, на којој је дошло до сукоба са орјунашима. Првомајске прославе одржане су и у Сарајеву, Нишу, Шапцу, Пироту, Ужицу, Крагујевцу, Пожаревцу, Ваљеву, Лесковцу, Земуну и Крушевцу.[6]
- У Загребу покренут лист „Омладинска борба“, који је излазио полумесечно. Овај лист покренула је група чланова СКОЈ-а, која је одбацивала централистичку организацију СКОЈ-а и захтевала да се он организује на федералном принципу. Након одржавања Друге земаљске конференције КПЈ, Централна управа СКОЈ-а је интервенисала и ова група се покорила партиској дисциплини. Од 18. јула лист је постао гласило Савеза радничке омладине Југославије (СРОЈ). Лист је забрањен 15. јануара 1924. године, а укупно је изашло 17 бројева.[6]

#### 9. мај
- У Бечу (Аустрија), од 9. до 12. маја, одржана Друга земаљска конференција КПЈ. Конференцији су присуствовала 34 делегата из Југославије, четири из емиграције, као и два члана из Коминтерне и један члан из Комунистичке омладинске интернационале. И на овој конференцији је дошло до сукоба између „леве“ и „десне фракције“. Овај сукоб је покушао да среди представник Коминтерне Миљутин. „Лева фракција“ је однела победу на конференцији и добила превласт у руководству у које је био укључен и један „антифракционаш“ — Ђуро Ђаковић. Општи закључак ове конференције је био да Партија мора покренути масе, стварајући блок радника и сељака, као и покретањем национално угњетених маса.[7][6]

#### 14. мај
- У Загребу 14. и 15. маја одржан Конгрес Савеза грађевинских радника Југославије, на коме су измењена Правила савеза и он је преименован у Савез грађевинских радника индустрије и обрта Југославије, са средиштем у Загребу.[8]

#### 21. мај
- У Хамбургу (Немачки рајх), од 21. до 25. маја одржан Конгрес на коме је формирана Социјалистичка радничка интернационала (SAI). Конгресу је присуствовало 620 делегата из 30 земаља, који су заступали 41 партију и на њему је дошло до уједињења Интернационалне радне заједнице социјалистичких партија тзв „Друге и по интернационале“, основане 1921. године и остатака Друге интернационале, чији је рад био обновљен 1918. године. Ова интернационала се изјаснила против свих тактика и стратегија Коминтерне и око себе је окупљала већину европских некомунистички и антикомунистичких радничких партија и организација. У чланству ове интернационале била је Социјалистичка партија Југославије.[8]

#### крајем маја
- У руководству КП Југославије се повела дискусија о националном питању, која се потом пренела у јавну дебату којој је придавана велика пажња у партијским листовима — „Борби“, „Гласу слободе“ „Раднику“ и др. И овом приликом се испољило постојање фракцијских борби унутар КПЈ, јер је „десна фракција“, коју је предводио Сима Марковић сматрала да у Југославији постоје само три народа (Срби, Хрвати и Словенци), док се „лева фракција“ залагала за самоопредељење нација.[8]

| Јануар Фебруар Март Април Мај Јун Јул Август Септембар Октобар Новембар Децембар |

### Јун

#### 9. јун
- У Краљевини Бугарској избио војни преврат у коме је оборена влада Александра Стамболијског, формирана 1919. године. Повод за избијање пуча и обарање владе била је „пројугословенска“ политика коју је водио вођа Бугарског земљорадничког савеза Стамболијски. Он се залагао за Балканску федерацију и тиме изазвао незадовољство национално-револцуонарне организације ВМРО. Непосредни повод за избијање пуча био је Нишки споразум, потписан са представницима Краљевине СХС. Убрзо по избијању пуча формирана је нова влада, на чијем је челу био Александар Цанков, један од вођа пуча и вођа уједињене грађанске опозиције. Неколико дана после, 14. јуна Александар Стамболијски (1879—1923) је ухваћен и убијен. Бугарска комунистичка партија није подржавала политику Стамбилјског која је између осталог била антикомунистучка, али није ни увидела могућност сарадње са његовом земљорадничком партијом (политика Коминтерне донета на Трећем конгресу се залага за савез радника и сељака), поготово у време војног пуча. БКП је остала по страни за време пуча, а нова влада је била изразито десничарска. Оваква политика БКП је била осуђена на Трећем пленуму Коминтерне. КП Југославије, такође није подржавала Стамболијског, као антикомунисту, али је осудила рушење његове владе. Неки истакнути чланови КПЈ (Филип Филиповић и Никола Ковачевић) су били спремни да оду у Бугарску и тамо се боре у одбрани Стамболијског, надајући се да ће на тај начин доћи до формирања радничко-сељачког савеза у Бугарској.[9]

#### 12. јун
- У Москви, до 12. до 23. јуна одржан Трећи пленум Извршног комитета Коминтерне на коме је поново тражено од комунистучких партија да у својим земљама раде на стварању савеза радника и сељака, који би био усмерен против буржоазије, социјалдемократије и нарастајућег фашизма. Посебна пажња на овом пленуму је била посвећена догађајима у Бугарској. Коминтерна је осудила став Бугарске комунистичке партије да ће падом Стамболијског бугарски сељак моћи да приђе комунистима. На Пленуму је истакнуто да комунистичке партије мора да сарађује, а не да руши сељачке покрете. БКП је на Пленуму узела обавезу да ће одмах прићи стварању јединственог фронта са земљорадничким савезом.[9]

#### 20. јун
- Од 20. јуна до 28. августа трајао генерални штрајк помораца Југославије, којим је обустављен рад на свим бродовима обалне пловидбе. У овом штрајку учествовало је око 3.000 морнара са 72 брода. Организатор штрајка је био Савез помораца, у којем су преовладавали социјал-реформисти. Интервенцијом државе, која је стала на страну бродовласника, штрајк је сломљен.[9]

#### 24. јун
- У Љубљани од 24. до 26. јуна одржан Други конгрес Савеза комунистичке омладине Југославије (СКОЈ). На Конгресу је расправљано о односима у партији, Другој конференцији КПЈ и др. Донета је нови Статут и одлучено да се СКОЈ не меша у фракцијске борбе унутар КПЈ. Такође је чланство СКОЈ-а (у време конгреса СКОЈ је имао свега 250 чланова) позвано да се посвети раду у легалним организацијама, као и да ради на формирању легалних организација Савеза радничке омладине Југославије (СРОЈ). На Конгресу је изабрана и нова Централна управа СКОЈ-а, а за секретара је изабран Чеда Кузмић.[10][9]

### Јул

#### 1. јул
- У више градова Југославије обележена двадесетпета годишњица смрти Косте Абрашевић (1879—1898), социјалисте, песника и преводиоца. У Шапцу је Радничка уметничка група „Абрашевић“ приредила свечани концерт, а потом су чланови Независних синдиката, НРПЈ и СРОЈ-а посетили гроб Косте Абрашевића. На свечаности у Београду је о животи и раду Косте Абрашевића говорио Михаило Тодоровић.[9]

#### прва половина јула
- Централни одбор НРПЈ донео одлуку да се формирају привремени Обласни секретеријати за Србију, Хрватску, Црну Гору Словенију и Македонију. За секретара Обласног секретеријата НРПЈ за Србију одређен је Рајко Јовановић.[9]

#### 20. јул
- У Словенији отпочео општи рударски штрајк у коме је учествовало 9.400 рудара, од чега у Трбовљу 4.200, Загорју 1.600, Храстнику 1.300, Кочевју 900, Рајхенбургу 800 и у Худој јами 600. Штрајком, у коме је захтевано повећање надница, руководио је Акциони одбор састављен од заступника Савеза рударских радника, Југословенског струковног савеза и Народног струковног савеза. Власт је штрајк сломила уз помоћ жандармерије и војске 17. септембра, а власници рудника су потом отпустили стотине рудара, који су потом напустили земљу и посао потражили у Француској, Белгији и Холандији (ово је био последњи велики штрајк у послератном револуционарном полету у Словенији).[11]

| Јануар Фебруар Март Април Мај Јун Јул Август Септембар Октобар Новембар Децембар |

### Август

#### 1. август
- У Београду покренут месечни часопис „Борба“, са поднасловом „марксистички часопис“. Овај часопис је био гласило Независне радничке партије Југославије и излазио је све до њене забране, јула 1924. године. За непуну годину дана изашло је укупно 11 бројева. Урединици часописа били су Триша Кацлеровић (од оснивања до јануара 1924), Живота Милојковић (од јануара до априла 1924) и Филип Филиповић (од априла до забране).[11]

#### 2. август
- У току ноћи 2/3. августа, на територији Хрватске и Словеније избио генерални штрајк железничара, који су захтевали решавање питања повећања плата. Влада је истог дана објавила милитаризацију желеница, услед чега су се из штрајка повукао део железничара. Штрајк су наставили само чланови Независних синдиката и њихови симпатизери. Штрајк је био потпун у Словенији, а делимичан у Хрватској.[9][12]

#### 5. август
- У Београду основан Централни секретаријат жена НРПЈ, а за секретара изабрана Десанка Цветковић. Почетком новембра, усвојен је Правилни секретеријата жена НРПЈ, на основу кога су при Обласним секретеријатима НРПЈ, формирани Обласни секретеријати жена. Према Правилнику задаци секретеријата жена су били — окупљање и класно просвећивање жена и борба за њихову потпуну равноправност у друштву. До забране рада НРПЈ, јула 1924. године формирани су Обласни секретеријати жена при Обласним секретеријатима НРПЈ за Словенију, Србију, Хрватску, Црну Гору, Босну и Херцеговину и Македонију.[11]

#### 19. август
- На територији данашњих држава Србије, Македоније и Црне Горе одржани општински избори. На овим изборима НРПЈ је истакла листе у само 18 општина и добила 35 одборничких места (око 5.100 гласова) у 13 општина и то — у Лесковцу 6, Нишу 5, Крагујевцу 5, Чачку 5, Београду 3, Ваљеву 3, Смедереву 3, Крушевцу 2, Јагодини 2 и Ћуприји 1 одборничко место. У осталим општинама, у којима није истакла листе, НРПЈ је позвала раднике да бојкотују изборе.[11]

#### 26. август
- У Београду Централни одбор НРПЈ издао Проглас под називом „Против крвавог терора у Бугарској“ у којем је позвао све своје организације да 26. августа или једног од наредних дана сазову радничке зборове на којима ће осудити „бели терор“ у Бугарској, који је настао после Деветојунског пуча и пада Владе Александра Стамболијског, када је формирана десничарска влада Александра Цанкова.[11]

#### крајем августа
- У Софији (Краљевина Бугарска) одржан састанак Балканске комунистичке федерација на ком је констатовано да је у многим балканским земљама заведен терор и да треба повести масе угњетених народа у борбу за радничко-сељачке савезе. Овај састанак, као и Трећи пленум Извршног комитета Коминтерне битно је утицао на руководство Бугарске комунистичке партије да покрене устанак у Бугарској, који се завршио неуспехом.[11]

### Септембар

#### 2. септембар
- У Београду у хотелу „Славија“ одржан збор Савеза радничке омладине Југославије (СРОЈ) на коме је говорено о Омладинском интернационалном дану (5. септембар) и потреби организовања пролетерске самоодбрна од све чешћих напада профашистичких организација. На збору је такође нанифестовано против фашизма, белог терора, за мир са Совјетски Савезом и против белог терора у Бугарској. После збора омладина је одржала протестну шетњу кроз Светосавску улицу до зграде новог Радничког дома.[13]

#### 3. септембар
- У Пожаревцу, поводом пуштања из затвора Филипа Филиповић, Владимира Ћопића и Николе Ковачевића (бивших комунистичких посланика, осуђених на Видовданском процесу, фебруара 1922) радници Пожаревца организовали велике манифестације. Полиција је интервенисала на манифестанте и ухапсила њих 20, међу којима и тек пуштене посланике и казнила их са по два дана затвора.[13]

#### 5. септембар
- У Београду, поводом доласка из пожаревачког затвора бивших комунистичких посланика — Филипа Филиповића, Владимира Ћопића и Николе Ковачевића организоване велике радничке манифестације. Полиција је напала манифестанте и ухапсила око 80 људи, међу којима Мошу Пијаде, Рајка Јовановића, Бору Продановића и Јована Давидовца.[13]

#### 13. септембар
- У Краљевини Бугарској избио Септембарски устанак, против владе Александра Цанкова, која је на власт дошла деветојунским пучем у којем је убијен „пројугословенски“ премијер Александар Стамболијски. Устанак је предводила Бугарска комунистичка партија (под утицајем Коминтерне), а поред ње су учествовали Бугарски земљораднички савез и анархисти. У току припрема за устанак, власт је осујетила његово припремање и 12. септембра ухапсила око 2.000 чланова БКП. Ово је изазвало стихијски почетак устанка у околини Казанлака, иако званични почетак устанка још није био објављен. Припремајући се за устанак БКП је 15. септембра постигла договор са ВМРО да остане неутралан (овај договор није испоштован, а ВМРО је по озбијању устанка стао на Владину страну и учествовао у сламању устанка). Званични почетак устанка је био 20. септембра у околини Старе Загоре, али је војска, уз помоћ добровољаца (углавном чланова ВМРО) успела убрзо да га угуши. Устаничке борбе вођене су до краја септембра, а устанак је обухватио око 400 села и 8 мањих градова. После слома устанка, његове вође — Георги Димитров, Васил Коларов и др, су побегли у Југославију, а одатле отишли у Совјетски Савез. Владине снага су устанак угушиле у крви, а страдало је неколико хиљада људи. Због организовања устанка, Буграској КП је 4. априла 1924. године одлуком Владе забрањен рад.[13]

#### 22. септембар
- У Љубљани, 22. и 23. септембра, одржана Оснивачка скупштина Феминистичке алијанске, у коју су се ујединила феминистичка друштва из целе земље. Ова организација која се залагала за равноправност жена у постојећем друштвеном поретку, касније је реорганизована у Алијанску женског покрета Југославије. У организацији су деловале и жене-комунисти, а за потпредседницу организације је била изабрана Десанка Цветковић, секретар Централног секретеријата жена НРПЈ.[13]

#### 26. септембар
- У Плашком отпочео штрајк радника Југословенске шумске индустрије. Радници су штрајковали због ниских плата и лоших услова рада. На наговор управе пилане, да би се угушио штрајк интервенисала је жандармерија. Заједно са управником пилане и пословођом, жандари су пуцали на голоруке раднике и том приликом убили двојицу, а ранили шесторицу радника. Штрајк је потом окончан 3. октобра повећањем надница.[13]

#### у току септембра
- У оквиру дискусије о националном питању која се крајем маја повела у руководству КПЈ, а којој је придавана велика пажња у партијским новинама, вођа „десне фракције“ Сима Марковић издао брошуру „Национално питање у светлости марксизма“, која је обављена у издању НРПЈ, као прва свеска Марксистичке библиотеке (тираж ове брошуре је био 4.000 примерака). Марковић је у новембру, обрађујући исту тему, издао још једну брошуру — „Уставно питање и радничка класа“. Он је у овим брошурама изнео своје гледиште о националном питању - сматрао је да у Југославији постоје три народа и Партија не треба да се бави националним, већ револуционарним и класним борбама. Као одговор на прву Марковићеву брошуру, у „Борби“ је 3. октобра објављен чланак вође „леве фракције“ Ђуре Цвијића „Резолуција о националном питању“ у којој је изнео идеју о борби за национално угњетене народе и за пуно национално опредељење.[14]

| Јануар Фебруар Март Април Мај Јун Јул Август Септембар Октобар Новембар Децембар |

### Октобар

#### 5. октобар
- У Нишу месна организација НРПЈ одржала збор накоме је захтевано право азила за емигранте из Бугарске, који су побегли после гушења „Септембарског устанка“. На збору је такође осуђен режим премијера Александра Цанкова и терор над припадницима Бугарске комунистичке партије и Бугарског земљорадничког савеза. Апеловано је да се приступи сакупљању материјалне помоћи за бугарске емигранте. Поводом овог предлога Централни одбор НРПЈ је упутуо писмо свим организацијама у којем их је позвао да приступе организовању сакупљања прилога за бугарске политичке емигранте.[14]

#### 10. октобар
- У Москви (Совјетски Савез), од 10. до 16. октобра, одржан Први оснивачки конгрес Црвене сељачке интернационале (позната и као Крестинтерна). Ова организација деловала је у оквиру Коминтерне и постојала је до 1939. године. Окупљала је сељачке партије и организације широм света и захтевала од њих да стварају савезе са радницима. Поред КПЈ, чланице Крестинтерне су биле још две партије из Југославије — Хрватска републиканска сељачка странка, од јула 1924. и Земљорадничка демократска странка, од августа 1925. године.[14]

#### у току октобра
- У Загребу почео да излази месечни часопис за све културне проблеме — „Књижевна република“. Ово је био једини марксистички културни часопис, који је креативно пропагирао социјалистичку идеју. Уредник часописа је био Мирослав Крлежа. Излазио је до забране 15. јула 1927. године.[14]

### Новембар

#### 8. новембар
- Управа града Београда, на основу наредбе министра унутрашњих послова Краљевине СХС Милорада Вујичића, забранила одржавање Земаљске конференције НРПЈ заказане за 18, 19. и 20. новембар.

#### 18. новембар
- Током 18. и 19. новембра, одржан састанак Централне управе Савеза комунистичке омладине Југославије (СКОЈ), на којем је жестоко критиковано ниже руководство за нерад и слаб рад актива омладинске организације, као и за не спровођење одлука Другог конгреса (одржаног у јуну).[15]

### Децембар

#### почетак децембра
- Основана Црвена помоћ Југославије, хуманитарна организација која се бавила сакупљањем помоћи за осуђене револуционаре и друге жртве белог терора. Ова организација је била под руководством КПЈ и деловала је као секција Међународне организације за помоћ борцима револуције, која је 1922. године била формирана унутар Коминтерне. Ова организација је деловала легално, све до завођења „Шестојануарске диктатуре“, 1929. године када је забрањена. После тога је дловала илегално, а 1938. године је променила назив у Народна помоћ.[15]

#### 30. децембар
- На Београдском универзитету одржани избори за управу општег студентског удружења „Побратсимство“, на којима су студенти-марксисти добили 436. гласова.[15]

#### крајем децембра
- У Берлину (Немачки рајх) одржана Шеста конференција Балканске комунистичке федерације. На Конференцији се највише дискутовало о националном и аграрном питању на Балкану. На Конференцији је дошло до сукоба делегација КП Југославије и КП Бугарске, јер су бугарски комунисти сматрали да имају право да своје партијске материјале шаљу у „бугарске крајеве“ (односно крајеве насељене бугарским становништвом) у Краљевини СХС и Краљевини Румунији. Конференција је изнела став да ниједна нација нема већину у Македонији и захтевала самоопредељење угњетених народа и формирање радничко-сељачких савеза као „снажног оружја револуције“.[15]

| Јануар Фебруар Март Април Мај Јун Јул Август Септембар Октобар Новембар Децембар |